# Justin Azevedo
Justin Azevedo (ur. 1 kwietnia 1988 w West Lorne, Ontario) – kanadyjski hokeista pochodzenia portugalskiego.

## Kariera
- Elgin Middlesex Chiefs U15 AAA (2002-2003)
- Chatham Maroons (2003-2004)
- Kitchener Rangers (2004-2008)
- Manchester Monarchs (2008-2012)
- Lukko (2012-2013)
- HC Lev Praga (2013-2014)
- Ak Bars Kazań (2014-2020)
- ZSC Lions (2021-)

W latach 2004–2008 rozegrał cztery sezony w kanadyjskim klubie Kitchener Rangers w ramach rozgrywek OHL i CHL. Szczególnie udany był dla niego ostatni sezon 2007/2008 pod względem drużynowym i indywidualnym. Następnie w latach 2008–2012 rozegrał cztery sezony w amerykańskim zespole Manchester Monarchs w rozgrywkach AHL, jednak nie odniósł w nim znaczących sukcesów, choć nadal wykazywał się skutecznością. Od czerwca 2012 roku był zawodnikiem fińskiego klubu Lukko, z którym rozegrał sezon SM-liiga (2012/2013). Mimo zajęcia 10. miejsca w rundzie zasadniczej, w fazie play-off drużyna dotarła do półfinału, a następnie uległa w walce o brązowy medal. Azevedo miał bardzo udany sezon, gdyż był drugim najskuteczniejszym graczem ligi w rundzie zasadniczej i pierwszym w fazie play-off. Od kwietnia zawodnik HC Lev Praga (wraz z nim do klubu trafił inny zawodnik Lukko, fiński bramkarz Petri Vehanen). Od lipca 2014 zawodnik Ak Barsu Kazań. Przedłużał kontrakt o dwa lata w maju 2015 i w maju 2018 oraz w kwietniu 2020 o rok. Pod koniec grudnia 2020 jego kontrakt został rozwiązany z przyczyn osobistych. W maju 2021 został zaangażowany przez szwajcarski klub ZSC Lions.
Wystąpił w juniorskiej kadrze Kanady na mistrzostwach świata juniorów do lat 18 w 2006.

## Sukcesy
Klubowe

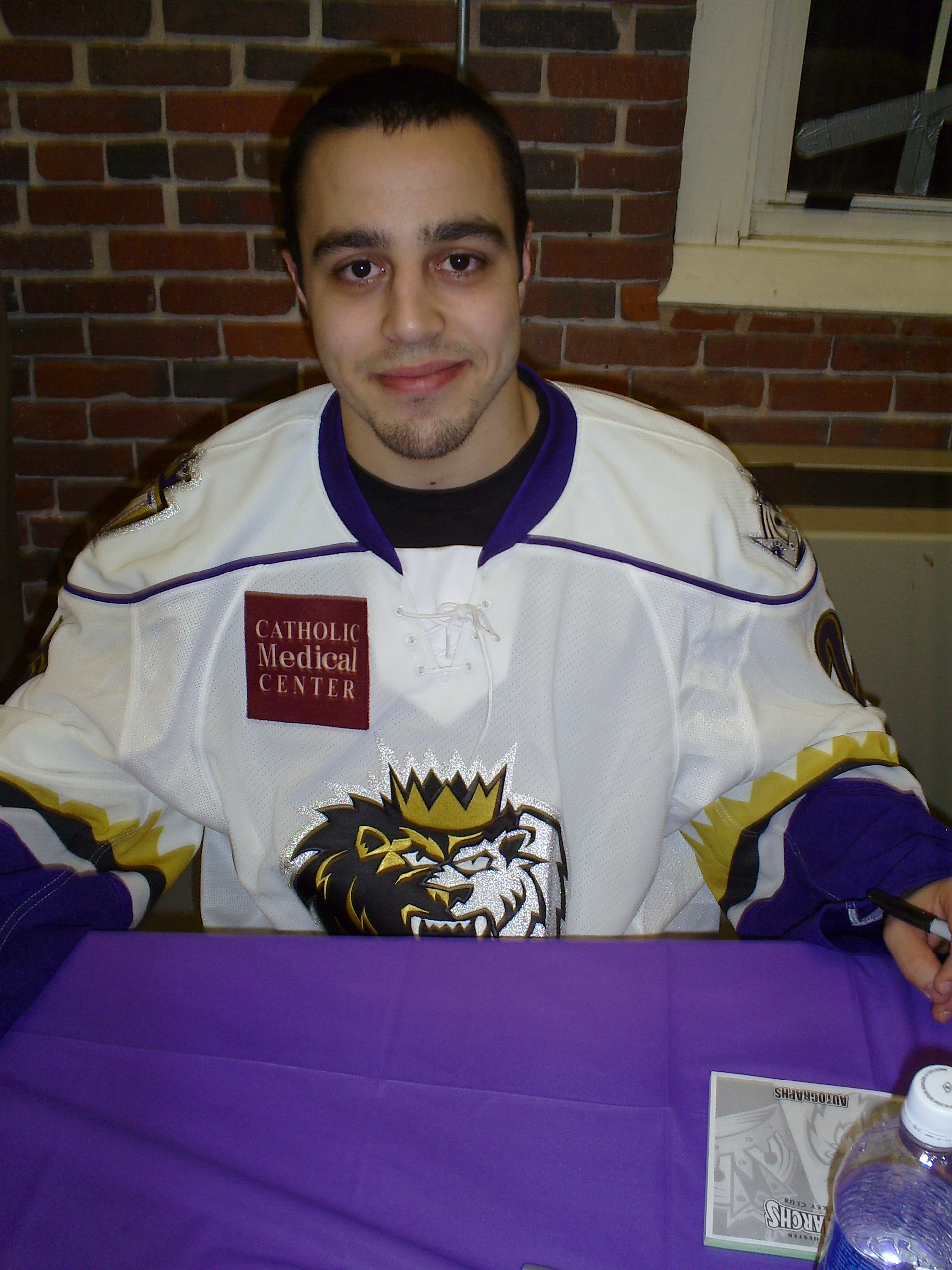
Justin Azevedo w barwach Manchester Monarchs (2009)

- Holody Trophy – mistrzostw dywizji OHL: 2008 z Kitchener Rangers
- Wayne Gretzky Trophy – mistrzostwo konferencji OHL: 2008 z Kitchener Rangers
- Hamilton Spectator Trophy – najwięcej punktów w sezonie zasadniczym OHL: 2008 z Kitchener Rangers
- J. Ross Robertson Cup – mistrzostwo OHL: 2008 z Kitchener Rangers
- Finał KHL o Puchar Gagarina: 2014 z HC Lev Praga, 2015 z Ak Barsem Kazań
- Srebrny medal mistrzostw Rosji: 2015 z Ak Barsem Kazań
- Puchar Gagarina – mistrzostwo KHL: 2018 z Ak Barsem Kazań
- Złoty medal mistrzostw Rosji: 2018 z Ak Barsem Kazań

Indywidualne
- Mistrzostwa Świata w Hokeju na Lodzie 2006:
  - Skład gwiazd turnieju
- OHL i CHL 2007/2008:
  - Pierwsze miejsce w klasyfikacji asystentów sezonu OHL: 81 asyst
  - Eddie Powers Memorial Trophy – pierwsze miejsce w klasyfikacji kanadyjskiej sezonu OHL: 124 punkty
  - Pierwsze miejsce w klasyfikacji asystentów w fazie play-off OHL: 26 asyst
  - Pierwsze miejsce w klasyfikacji kanadyjskiej w fazie play-off OHL: 36 punktów
  - Wayne Gretzky 99 Award – Najbardziej Wartościowy Zawodnik (MVP) w fazie play-off OHL
  - Red Tilson Trophy – najwybitniejszy zawodnik OHL
  - Pierwszy skład gwiazd OHL
  - Pierwsze miejsce w klasyfikacji kanadyjskiej sezonu CHL: 124 punkty
  - Pierwszy skład gwiazd CHL
  - Najlepszy zawodnik roku CHL
  - Skład gwiazd Memorial Cup
  - Ed Chynoweth Trophy – pierwsze miejsce w klasyfikacji kanadyjskiej turnieju Memorial Cup: 11 punktów
- AHL 2011/2012:
  - Najlepszy zawodnik tygodnia – 25 marca 2012[8]
- SM-liiga (2012/2013):
  - Pierwsze miejsce w klasyfikacji strzelców goli w osłabieniu w sezonie zasadniczym: 3 gole
  - Trzecie miejsce w klasyfikacji asystentów w sezonie zasadniczym: 38 asyst[9]
    - Pierwsze miejsce w klasyfikacji asystentów wśród debiutantów w sezonie zasadniczym: 38 asyst

  - Drugie miejsce w klasyfikacji kanadyjskiej w sezonie zasadniczym: 58 punktów[10]
    - Pierwsze miejsce w klasyfikacji kanadyjskiej wśród debiutantów w sezonie zasadniczym: 58 punktów

  - Pierwsze miejsce w klasyfikacji strzelców w fazie play-off: 10 goli[11]
  - Trzecie miejsce w klasyfikacji asystentów w fazie play-off: 8 asyst[12]
  - Pierwsze miejsce w klasyfikacji kanadyjskiej w fazie play-off: 18 punktów[13]
  - Pierwsze miejsce w klasyfikacji +/− w fazie play-off: +9[14]
  - Skład gwiazd sezonu
- KHL (2013/2014):
  - Drugie miejsce w klasyfikacji strzelców w fazie play-off: 13 goli
  - Czwarte miejsce w punktacji kanadyjskiej w fazie play-off: 26 punktów
  - Najlepszy obrońca – finał o Puchar Gagarina
  - Złoty Kask (przyznawany sześciu zawodnikom wybranym do składu gwiazd sezonu)[15]
- KHL (2014/2015):
  - Trzecie miejsce w klasyfikacji +/− w sezonie zasadniczym: +28
- KHL (2015/2016):
  - Piąte miejsce w klasyfikacji asystentów w sezonie zasadniczym: 36 asyst
- KHL (2017/2018):
  - Skład gwiazd miesiąca – wrzesień 2017[16], kwiecień 2018[17]
  - Najlepszy napastnik – ćwierćfinały konferencji[18], marzec 2018[19]
  - Drugie miejsce w klasyfikacji strzelców w fazie play-off: 9 goli
  - Pierwsze miejsce w klasyfikacji strzelców zwycięskich goli meczowych w fazie play-off: 5 goli
  - Pierwsze miejsce w punktacji asystentów w fazie play-off: 15 asyst
  - Pierwsze miejsce w punktacji kanadyjskiej w fazie play-off: 24 punkty
  - Mistrz Play-off – Najbardziej Wartościowy Gracz (MVP) fazy play-off (24 punkty za 9 goli i 15 asyst w 19 meczach)[20][21]
  - Złoty Kask (przyznawany sześciu zawodnikom wybranym do składu gwiazd sezonu)